# Найтмэн
«Найтмэн» — американский супергеройский телесериал по одноимённому комиксу издательства Marvel Comics, выпускавшемуся в 1990-х годах. Создан Гленом Ларсоном. Продлился два сезона по 22 серии.

## Сюжет
События разворачиваются в Сан-Франциско XXI века. Все преступники трепещут при упоминании непобедимого Найтмэна — Человека Ночи (Мэтт МакКольм). Днём он популярный саксофонист (исполнитель джазовой музыки), а ночью гроза преступности. Его мозг — виртуальная психическая радиостанция, настроенная на «частоту зла». Найтмэн неуловим, он может стать невидимкой и создавать своих двойников. Он в совершенстве владеет боевыми искусствами. В его арсенале самые совершенное оружие и фантастические технологии будущего.
В самом начале картины группа ученых похитила образцы секретного нового оружия, которое злодеи пытались вывезти из страны. Они хотели передать его министру Лэфтону, но одного из них, МакДермота, сбросили с моста, заставив перед этим назвать имена других ученых. В одном из ботинков оставили предсмертную записку, инсценировав таким образом самоубийство. Зрителю остается только ждать, когда Найтмэн выйдет на охоту.
В России сериал показывали по каналу ТВ-6.